# ابن صوفي
نجم الدين أبو الحسن علي بن محمد أبو الغنيم علوي العمري المعروف بابن صوفي (وُلد ق. 1000 م (ق. 390 هـ) في البصرة - توفي ق. 1068 م (ق. 460 هـ) في الموصل) كان عالم أنساب شيعي بارز ومؤلف كتاب الأنساب التاريخي العربي الشهير "المُجدي في أنساب الطالبيين".

## الحياة والنسب
وُلد ابن صوفي ونشأ في البصرة، ويعرف باسم " العمري" وأيضًا " العلوي" نظرًا لنسبه إلى جده "عمر الأطرف" بن "علي" المعروف باسم "ابن التغلبية".
كان والد ابن صوفي، "أبو الغنائم محمد"، المعروف بـ" ابن محلبية"، من أهل العلم في علم الأنساب. في الواقع، كان لعلم الأنساب تاريخ طويل في عائلة ابن صوفي، وحتى جده السادس "محمد صوفي"، الذي يُنسب إليه ابن صوفي والذي قُتل بأمر هارون الرشيد (الخليفة العباسي الخامس في الدولة العباسية)، كان أيضًا عالمًا في علم الأنساب.
ويبدو أن ابن صوفي قضى معظم وقته، إن لم يكن كله، في بغداد بين عامي 1016 م و1029 م (407 هـ إلى 420 هـ). هاجر ابن صوفي من البصرة إلى الموصل سنة 423 هـ (1032 م)، حيث تزوج واستقر هناك.
أشار ابن صوفي في روايته لنسب زيد بن علي إلى المذهب الاثني عشري باعتباره مذهبه الخاص. وبحسب ابن الطقطقي (مؤرخ بارز) في كتابه " الأصيلي"، فإن ابن صوفي توفي في الموصل.

## التعليم
وكما يقول ابن صوفي نفسه، فإنه منذ صغره درس العلوم المختلفة، وخاصة علم الأنساب، واستفاد من وجود أساتذة كبار. اعتبر ابن طاووس (متكلم، ومؤرخ) أن ابن صوفي أبرز علماء الأنساب في عصره، وبحسب ابن عنابة (مؤرخ، ومؤرخ أنساب)، فإن قول ابن صوفي في مجال الأنساب دليل على ذلك. سافر ابن صوفي إلى بلدان ومدن عديدة لاكتساب الخبرة والمعرفة في العلوم وخاصة في علم الأنساب، مثل الرملة، ونصيبين، والشام، وميافارقين، ومصر، وعمان، والكوفة، وعكبرة. وقد قدم بعض المؤرخين ابن صوفي أيضًا باعتباره كاتبًا وشاعرًا وفقيهًا.

## معلموه
وقد ورد في كتب الشيعة التاريخية المختلفة ذكر عشرين من مشايخ ابن الصوفي. وقد ذكر ابن صوفي أسماء بعض مشايخه في كتابه "المجدي في أنساب الطالبيين" أيضًا. ومن بين أساتذة ابن صوفي يمكن ذكر الشخصيات البارزة التالية:
- أبو الحسن محمد، المعروف بالعبيدولي
- أبو الغنائم محمد والد ابن الصوفي
- أبو عبد الله الحسين بن محمد بن الطباطبائي العلوي
- أبو علي بن شهاب العكبري
- ياقوت الحموي
- أبو علي قطان المقري
- ابن كتيلة الحسيني
- ابن خدا المصري

كان ابن صوفي مُعاصرًا للشريف المرتضى (أحد أعظم علماء الشيعة في عصره)، وقد التقى به ابن صوفي في بغداد سنة 425 هـ ( 1034 م). وبحسب السيد علي خان المدني (عالم شيعي)، فإن ابن صوفي درس مدة على يد الشريف المرتضى وروى عنه وعن أخيه الشريف الراضي أحاديث، إلا أن ابن صوفي نفسه لم يذكر هذا.

## أعماله
وتُعتبر كتابات ابن صوفي أكثر شهرة في مجال علم الأنساب الإسلامي. ومن الممكن ذكر ما يلي من بين أمور أخرى:
 
- المجدي في أنساب الطالبيين: يُعدّ هذا الكتاب أهم مؤلفات ابن الصوفي، وقد ألّفه في دراسة أنساب أسرة النبي محمد، وأئمة الشيعة. سافر ابن الصوفي إلى مصر سنة 443 هـ / 1051 م، وعرَض بعضًا من أعماله على "مجد الدولة أبو الحسن أحمد"، الذي كان رئيس "دار الحكمة" آنذاك في عهد الدولة الفاطمية. وطلب منه ابنه "أبو طالب محمد" تأليف كتاب مختصر في علم النسب. فنسب ابن الصوفي الكتاب إلى "مجد الدولة" وفاءً لمعروفه، وسماه "المجدي"، وهي الكلمة الأولى في عنوان الكتاب، والتي تعني "منسوب إلى المجد". كان "ابن الطباطبائي" – وهو من أئمة الزيدية المعاصرين لابن الصوفي – أول من ذكر كتاب "المجدي في أنساب الطالبيين"، مما يدل على شهرة هذا الكتاب ومكانته في حياة مؤلفه. يتناول الكتاب أنساب النبي محمد وأئمة الشيعة حتى الإمام محمد الجواد، كما يشمل أبناءهم وأحفادهم. وقد أدرج ابن الصوفي في هذا العمل آراء المدارس المختلفة لعلماء النسب واختلافاتهم. ويُعدّ هذا الكتاب من أمهات كتب الأنساب القديمة والموثوقة، وقد قام بعض العلماء، مثل علي بن طاووس الحلّي (الفقيه الشيعي والمؤرخ والفلكي)، بكتابة شروح عليه. وقد تم تحقيق الكتاب وإعادة نشره في مدينة قم سنة 1409 هـ / 1989 م، على يد أحمد مهدي دامغاني [الإنجليزية]، وهو باحث وأستاذ جامعي إيراني.[27][28][29][30][31][32][33][34][35][36]
- الرسائل: في علم الأنساب.[37]
- الشافي: في علم الأنساب. وبحسب ابن الطقطقي، يتألف هذا الكتاب من جزأين: الأول في أنساب الدولة العباسية، والثاني في أنساب أولاد الإمام علي عليه السلام. ولم يُعثر على هذا الكتاب حتى الآن.[38][39]
- العيون: في علم الأنساب.[40]
- المبسوط: في علم الأنساب. وذكر ابن الطقطقي أن كتاب "المبسوط" كان كبيرًا في عدة مجلدات، وقد رآه بخط المؤلف نفسه واقتبس منه.[41]
- المُشجّر: في علم الأنساب.[42]

## طالع أيضًا
- ابن عنبة
- علي بن عدلان
- ابن إسحاق
- مرقد علي بن جعفر
- محمد جواد الأنصاري الهمداني
- عمدة الطالب في أنساب آل أبي طالب
- أحمد بن عيسى بن زيد
- أحمد بن إسحاق الأشعري القمي
- آقا نجفي قوشاني
- دعاء الصباح
- بهاء الدين بن شداد